# Liste von Basketballvereinen in Angola
Diese Liste ist eine Aufstellung von Basketballvereinen in Angola.
| Verein                                                    | Logo | Ort                          | Nationale Meisterschaften                                                                                        | Sportstätte                  | Sonstiges und Webadresse       | Einzelnachweise |
| --------------------------------------------------------- | ---- | ---------------------------- | --- | ---------------------------- | ------------------------------ | --------------- |
| Clube Amigos do Basquetebol de Benguela                   |      | Benguela                     | |                              |                                | [ 1 ]           |
| G.D.R. Crisgunza                                          |      | Benguela                     | |                              |                                |                 |
| Sporting Clube de Benguela                                |      | Benguela                     | | Pavilhão Joaquim Araújo      | Mehrspartensportverein         |                 |
| Sporting Clube Petroleos de Cabinda                       |      | Cabinda                      | |                              | Frauen, Mehrspartensportverein | [ 2 ]           |
| Banca de Cabinda                                          |      | Cabinda                      | |                              |                                |                 |
| FC de Cabinda                                             |      | Cabinda                      | |                              |                                |                 |
| Misto de Cabinda                                          |      | Cabinda                      | |                              |                                | [ 3 ]           |
| Clube Recreativo Desportivo do Libolo (Benfica do Libolo) |      | Calulo, Luanda (Libolo)      | 2012, 2014, 2017                                                                                                 | Pavilhão Dream Space         | Mehrspartensportverein         |                 |
| Interclube (Grupo Desportivo Interclube de Luanda)        |      | Luanda (Rocha Pinto)         | |                              | Mehrspartensportverein         | [ 4 ]           |
| Atletíco Petroleos de Luanda                              |      | Luanda (Eixo Viário)         | 1989, 1990, 1992, 1993, 1994, 1995, 1998, 1999, 2006, 2007, 2011, 2015, 2019, 2021, 2022, 2023                   |                              | Mehrspartensportverein         | [ 5 ]           |
| CD Primeiro de Agosto                                     |      | Luanda                       | 1981, 1983, 1985, 1986, 1987, 1988, 1991, 2000, 2001, 2002, 2003, 2004, 2005, 2008, 2009, 2010, 2013, 2016, 2018 |                              | Mehrspartensportverein         | [ 6 ]           |
| FC Vila Clotilde                                          |      | Luanda (Maculusso), Clotilde | | Pavilhão Anexo               |                                | [ 7 ]           |
| Club Desportivo Kwanza Luanda                             |      | Luanda                       | |                              |                                | [ 8 ]           |
| Amigos de Viana                                           |      | Luanda (Viana)               | |                              |                                |                 |
| CDUAN (Club Desportivo Un. Agostinho Neto Luand)          |      | Luanda                       | |                              |                                | [ 9 ]           |
| Ferroviário de Luanda                                     |      |                              | 1979 |                              |                                |                 |
| Sporting de Luanda                                        |      | Luanda                       | 1982, 1984 |                              |                                |                 |
| Casa do Pessoal do Porto de Luanda (CPPL)                 |      | Luanda                       | |                              |                                | [ 10 ]          |
| Helmarc Academia                                          |      | Luanda                       | | Pavilhão Multiusos de Luanda |                                |                 |
| Marinha de Guerra                                         |      | Luanda                       | | Pavilhão Victorino Cunha     |                                | [ 11 ]          |
| Progresso do Sambizanga                                   |      | Luanda                       | | Pavilhão 28 de Fevereiro     |                                |                 |
| ASA (Atlético Sport Aviação)                              |      | Luanda                       | 1980, 1996, 1997                                                                                                 |                              | Mehrspartensportverein         | [ 12 ]          |
| Universidade Lusíada                                      |      | Luanda                       | | Pavilhão Anexo               |                                |                 |
| Akira Academy                                             |      | Uíge, Luanda                 | |                              |                                | [ 13 ]          |
| Grupo Desp. Imbondeiro de Viana                           |      |                              | |                              |                                | [ 14 ]          |
| Jesus Cristo Basket Luanda                                |      | Luanda (Viana)               | |                              |                                | [ 15 ]          |
| La Bomba                                                  |      |                              | |                              | Frauen                         | [ 16 ]          |
| Formigas do Cazenga                                       |      |                              | |                              | Frauen                         | [ 17 ]          |
| Desportivo do Maculusso                                   |      | Luanda                       | |                              | Frauen                         | [ 18 ]          |
| CD Vila Estoril                                           |      | Estoril (Angola)             | |                              |                                | [ 19 ]          |
| Desportivo da Huíla                                       |      |                              | |                              |                                |                 |
| Desportivo da Nocal                                       |      |                              | |                              |                                |                 |
| Santos FC                                                 |      |                              | |                              |                                |                 |

Die Tabelle erhebt keinen Anspruch auf Vollständigkeit.